# Otto de la Bourde
Otto de la Bourde (ur. 1630, zm. 24 grudnia 1708) – austriacki duchowny rzymskokatolicki, w latach 1697–1708 Gurk

## Życiorys
Otto de la Bourde pochodzi z austriackiej rodziny o tradycjach wojskowych. Jego ojciec pochodził z Piemontu i był podpułkownikiem w Egerze, gdzie również urodził się jego syn Otto. W 1664 roku Otto de la Bourde został opatem benedyktyńskiego klasztoru Banz w Górnej Frankonii. Opat Otto miał wielkie zasługi w odbudowie opactwa, które ucierpiało w czasie wojny chłopskiej i reformacji. W 1677 został doradcą w cesarza Leopolda I, któremu wstawiennictwo u księcia salzburskiego i arcybiskupa zawdzięcza podniesienie do godności biskupiej w 1697. Sakrę otrzymał 28 kwietnia 1697. 
Biskup Otto de la Bourde został zapamiętany jako pobożny fundator i dobroczyńca. Pod jego rządami wybuchł spór terytorialny między Salzburgiem a Gurkiem wokół dzielnicy Marburg. 
Zmarł 24 grudnia 1708 i został pochowany na własną prośbę w Strasburgu.